# Hermann Köhler
Hermann Köhler (ur. 12 stycznia 1950 w Niedermarsbergu) – niemiecki lekkoatleta, sprinter,  medalista mistrzostw Europy i halowych mistrzostw Europy. W czasie swojej kariery reprezentował RFN.
Specjalizował się w biegu na 400 metrów. Zdobył złoty medal w sztafecie 4 × 400 metrów (która biegła w składzie: Horst-Rüdiger Schlöske, Thomas Jordan, Martin Jellinghaus i Köhler) na mistrzostwach Europy w 1971 w Helsinkach, a w biegu na 400 metrów zajął 6. miejsce.
Na igrzyskach olimpijskich w 1972 w Monachium startował tylko w sztafecie 4 × 400 metrów, która w składzie: Bernd Herrmann, Schlöske, Köhler i Karl Honz zajęła 4. miejsce. Zdobył srebrny medal w sztafecie 4 × 2 okrążenia (w składzie: Falko Geiger, Honz, Ulrich Reich i Köhler) na halowych mistrzostwach Europy w 1973 w Rotterdamie, a w biegu na 400 metrów zakwalifikował się do półfinału, w którym nie wystąpił. Na mistrzostwach Europy w 1974 w Rzymie zdobył srebrny medal w sztafecie 4 × 400 metrów (w składzie: Köhler, Schlöske, Honz i Rolf Ziegler).
Zwyciężył w biegu na 400 metrów i w sztafecie 4 × 2 okrążenia (w składzie: Klaus Ehl, Franz-Peter Hofmeister, Honz i Köhler) na halowych mistrzostwach Europy w 1975 w Katowicach. Zdobył srebrny medal w biegu na 400 metrów na halowych mistrzostwach Europy w 1976 w Monachium.
Był mistrzem RFN w biegu na 400 metrów w 1971, wicemistrzem w 1970, a także brązowym medalistą na 400 metrów w 1972 i 1973 oraz w biegu na 400 metrów przez płotki w 1974 i 1975. Był również mistrzem RFN w hali na 400 metrów w 1974 oraz wicemistrzem w 1973 i 1975, a także mistrzem w hali w sztafecie 4 × 400 metrów w 1971, 1973 i 1974.
Jego rekord życiowy na 400 metrów wynosił 45,98 s (1971).